# مانويل فستشنالير
مانويل فستشنالير (بالإيطالية: Manuel Fischnaller)‏ (24 يوليو 1991 ببولسانو في إيطاليا - ) هو لاعب كرة قدم إيطالي في مركز الهجوم. شارك مع منتخب إيطاليا تحت 20 سنة لكرة القدم. أما مع النوادي، فقد لعب مع نادي ألساندريا ونادي ريجينا ويوفنتوس ونادي سودتيرول.

## روابط خارجية
- مانويل فستشنالير على موقع قاعدة بيانات كرة القدم.إي يو (الإنجليزية)
- مانويل فستشنالير على موقع Soccerway.com (الإنجليزية)
- مانويل فستشنالير على موقع عالم كرة القدم.نت (الإنجليزية)